# کردلو
كردلو ها از كروك عراق مهاجرت نمودند بدليل درگيري شيخ اشرفعلي با خان كركوك بر سر پس وند علي نام وي و برادرانش پس از كشتن خان متواري و از راه خمسه جهت مهاجرت اقدام نمودند. كه در اين ميان برادراني در شهرستان تكاب سكني گزيدند. برادري در روستاي گلهرود كه در مسير شاه راه جاده ابريشم واقع بود.برادري در روستاي همجوار خشك رود و برادري به سمت خدابنده عازم شدند. شيخ نجفعلي فرزند شيخ اشرفعلي كه در روستاي گلهرود زنجان ساكن بودند در عالم مكاشفه و ديدار امامزادگان هاشم و همزه را ملاقات و نسبت به شناسايي بارگاه اشان و شجره نامه امامزادگان از نسل امام جعفر صادق ع اقدام و پيكر وي پس از فوت در زير پله ورودي امامزادگان دفن گرديدند در حال حاضر نسل پنجم كاشف اما زادگان بنام خاصعلي در قيد حيات بوده و ساكن زنجان مي باشد.
بیشتر این قوم از لحاظ رفتاری پر انرژی و باهوش هستند. این قوم در حال حاضر در کل کشور ایران پراکنده شده اند،زبان فعلی این قوم در ایران ترکی ، فارسی،عربی می باشد.
در دیداری که شاه به همراه خانواده در مورخه 1341/04/16از زنجان داشتند ،لوح تقدیری با تشکرو قراردانی بابت همه زحمات به نمایندگی به یکی از افراد داده شد.
این افراد نقش بسیار مهمی در پیروزی انقلاب اسلامی ایران داشتن و جزو اولین سربازانی بودن که از پادگانهای شاه به دستور امام خمینی در محرم 57 فرار کردن و می توان به اسم علی (شیر علی) خیلی از افراد دیگر اشاره کردو در زمان جنگ با عراق برای دفاع از مرزهای ایران بسیاری از زنان و مردان آنان شهید یا جانباز شدن،در حال حاضر به علت وضعیت سیاسی کشور ایران این افراد گوشه نشین و منزوی شده اند.

## جمعیت
این روستا در دهستان قشلاقات افشار قرار دارد و براساس سرشماری مرکز آمار ایران در سال ۱۳۸۵، جمعیت آن ۹۶ نفر (۲۰خانوار) بوده‌است.